# Joseph Parry
Joseph Parry (21. května 1841, Merthyr Tydfil – 17. února 1903, Penarth) byl velšský hudební skladatel.
V roce 1854, když mu bylo třináct let, se s rodinou odstěhoval do Spojených států amerických. Později, když odjel do Anglie, začal studovat hudbu na Univerzitě v Cambridgi, kde byl jeho profesorem hudební skladatel William Sterndale Bennett. On sám se roku 1873 stal profesorem hudby na University of Wales v Cardiffu.
Mezi jeho písně patří například „Myfanwy“, ke které napsal text Richard Davies. V roce 1978 o něm byl natočen film Off to Philadelphia in the Morning, jemuž byla předlohou stejnojmenná kniha od Jacka Jonese.